# Rättsintyg
Rättsintyg är ett skriftligt medicinskt utlåtande som skrivs av läkare eller tandläkare i syfte att användas i en brottsutredning eller som bevis i rättegång i anledning av brott.